# Fabian Schiller
Fabian Schiller (Bonn, 24 mei 1997) is een Duits autocoureur.

## Carrière
Schiller begon zijn autosportcarrière in het karting in 2009 en bleef hier tot 2012 in actief. Dat jaar maakte hij de overstap naar het formuleracing, waarbij hij uitkwam in de Formule BMW Talent Cup. Hij eindigde hier met 22 punten als zevende in het kampioenschap.
In 2013 maakte Schiller de fulltime overstap naar het formuleracing, waarbij hij in de ADAC Formel Masters ging rijden voor het team Schiller Motorsport. Tijdens de derde race op de Lausitzring behaalde hij zijn eerste overwinning in het kampioenschap. Mede hierdoor eindigde hij met 82 punten als elfde in het kampioenschap.
In 2014 bleef Schiller in de ADAC Formel Masters rijden voor Schiller. Hij behaalde twee overwinningen op de Motorsport Arena Oschersleben en de Slovakiaring en werd met nog één andere podiumplaats achtste in het kampioenschap met 154 punten. Ook nam hij voor Team West-Tec F3 deel aan het laatste raceweekend van de Euroformula Open op het Circuit de Barcelona-Catalunya als gastcoureur. Hij eindigde deze races als tiende en dertiende.
In 2015 maakt Schiller zijn Formule 3-debuut in het Europees Formule 3-kampioenschap voor West-Tec.